# Arent van der Burgh

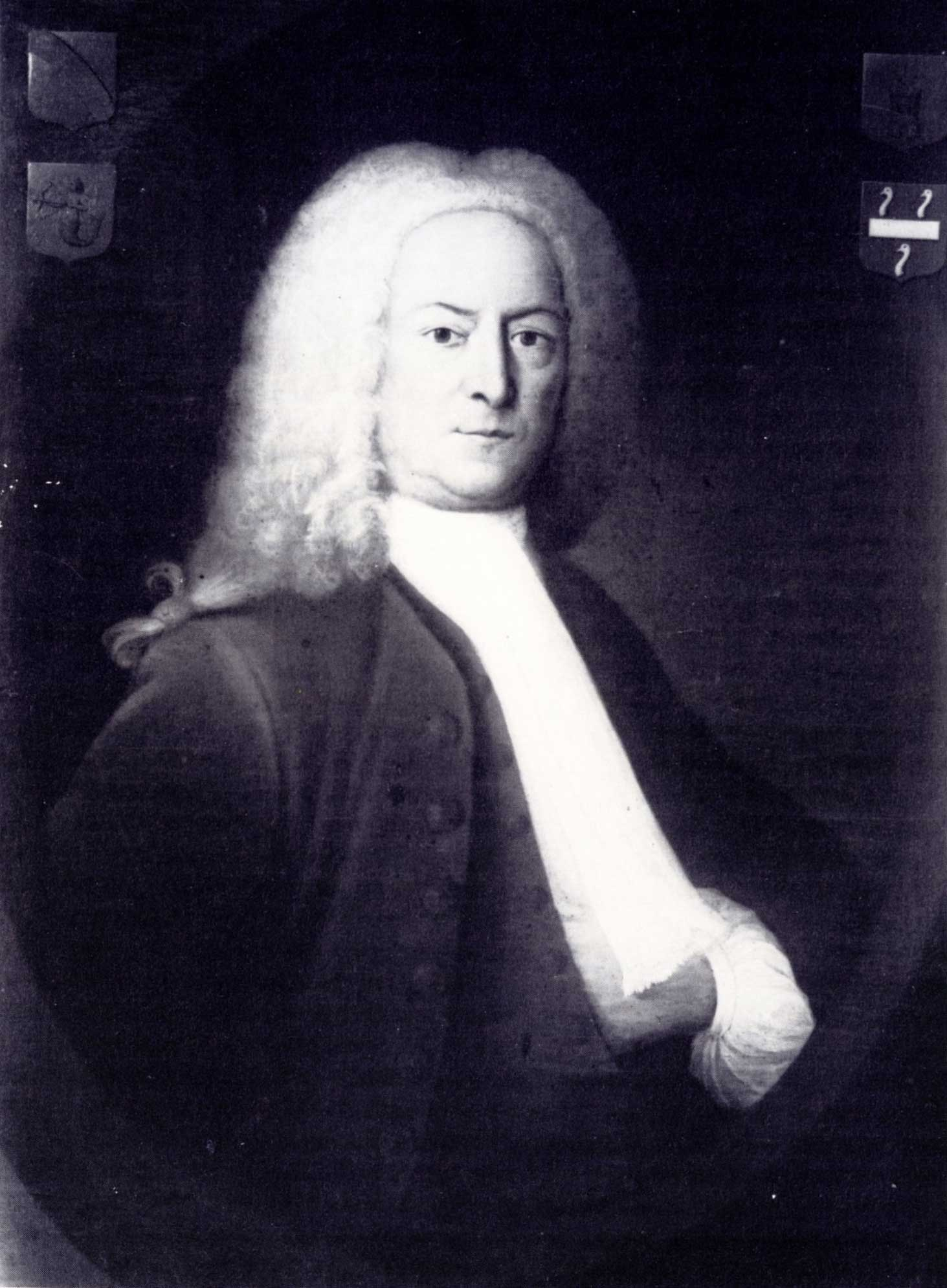
Arent van der Burgh (1676-1735)

Arent van der Burgh (Gouda, gedoopt 20 november 1676 – Gouda, 30 mei 1735) was burgemeester van Gouda.
Arent van der Burgh, zoon van de Goudse burgemeester Aelbrecht van der Burgh en Sara Vossenburgh, studeerde rechten aan de Universiteit van Leiden, alwaar hij promoveerde in 1701. Van 1703 tot zijn overlijden in 1735 was hij lid van de vroedschap van Gouda. Gedurende een viertal jaren was hij tevens burgemeester. Daarnaast vervulde hij tal van andere bestuurlijke functies. Zo was hij lid van de Staten van Holland (1709-1712 en 1730-1733), lid van de admiraliteit (1720-1726) en lid van de Staten-Generaal (1733-1735).

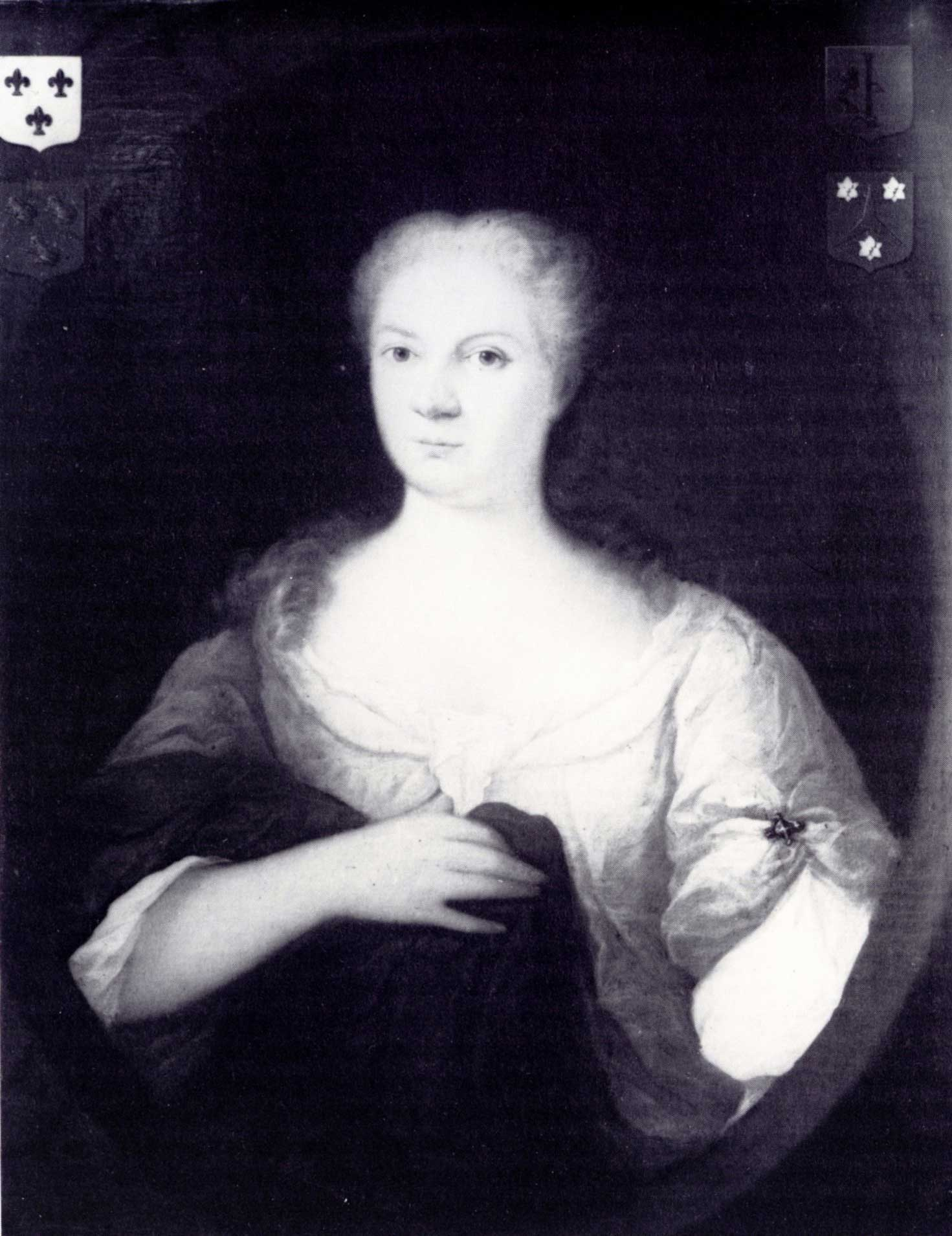
Swana Maria Bachman (1690-1771)

Arent van der Burgh is driemaal getrouwd geweest met respectievelijk Maria van Bleiswijk (1705), Rijnburg van den Kerckhoven (1712) en Swana Maria Bachmann (1717). Door zijn tweede huwelijk met de dochter van de invloedrijke burgemeester Willem van den Kerckhoven verstevigde hij zijn positie in het bestuur van Gouda. Op zijn buiten "Burghvliet" verbleven met grote regelmaat veel regenten en welgestelde burgers uit Gouda en omgeving. De in 1955 opgerichte kunstkring Burgvliet in Gouda is naar dit lustoord genoemd. Volgens de historicus Paul Abels achteraf gezien een minder gelukkige keus, omdat Burghvliet meer het karakter had van een herensociëteit dan van een kunstencentrum. De dichter Jan van Hoogstraten droeg minstens veertig gedichten op aan zijn weldoener Arent van der Burgh en diens familie. Van hem zijn de dichtregels, bestemd voor Arent van der Burgh, met de aansporing om Burghvliet te verlaten en weer terug naar Gouda te komen:

Wat houd u, daar de herfst aan 't woeden,
't gebloemt verslind en op 't geboomte roofd en ruijt,
nu 't veld verdrinkt, op 't zwellen van de vloeden, nog op het land?
Verlaat het dorre veld en gun uw vee den stal.
De zomer looft het land.
De winter roemd de stad.

Mr. Arent van den Burgh maakte van zijn positie gebruik om zijn familieleden betaalde functies toe te spelen. Zo liet hij als lid van de admiraliteit zijn zevenjarige zoontje, de latere burgemeester, Aelbrecht van den Burgh, benoemen tot klerk ter secretarie van de admiraliteit.